# Vulpia delicatula
Vulpia delicatula är en gräsart som först beskrevs av Mariano Lagasca y Segura, och fick sitt nu gällande namn av Barthélemy Charles Joseph Dumortier. Vulpia delicatula ingår i släktet ekorrsvinglar, och familjen gräs. Inga underarter finns listade i Catalogue of Life.